# Brünner Programm
Das Brünner Programm, auch Brünner Nationalitätenprogramm genannt, war das Ergebnis des Parteitags der österreichischen Sozialdemokratischen Arbeiterpartei (SDAP) vom 29. September 1899 in Brünn, in dem als Lösung des Nationalitäten- und Sprachproblems des kaiserlich-königlichen Cisleithanien die Bildung eines demokratischen Nationalitätenbundesstaates gefordert wurde.

Parteitag der SDAP in Brünn 1899

## Vorgeschichte
Durch die Auseinandersetzung um die Badenische Sprachenverordnung, welche die Innenpolitik beherrschte, war auch die Sozialdemokratie gezwungen, ein konstruktives Programm zum Nationalitätenproblem zu entwerfen.
Die Sozialdemokraten verabschiedeten ein Grundsatzprogramm, in dem Gleichberechtigung der Völker durch Umbildung der Monarchie in einen demokratischen Bundesstaat autonomer Völker gefordert wurde.

## Wortlaut
„Da die nationalen Wirren in Österreich jeden politischen Fortschritt und jede kulturelle Entwicklung der Völker lähmen, … erklärt der Parteitag:
Die endliche Regelung der Nationalitäten- und Sprachenfrage in Österreich im Sinne des gleichen Rechtes und der Gleichberechtigung und Vernunft ist vor allem eine kulturelle Forderung, daher im Lebensinteresse des Proletariats gelegen;
sie ist nur möglich in einem wahrhaft demokratischen Gemeinwesen, das auf das allgemeine, gleiche und direkte Wahlrecht gegründet ist, in dem alle feudalen Privilegien im Staate und in den Ländern beseitigt sind, denn erst in einem solchen Gemeinwesen können die arbeitenden Klassen, die in Wahrheit die den Staat und die Gesellschaft erhaltenden Elemente sind, zu Worte kommen;
die Pflege und Entwicklung der nationalen Eigenart aller Völker in Österreich ist nur möglich auf Grundlage des gleichen Rechtes und unter Vermeidung jeder Unterdrückung, daher muss vor allem anderen jeder bürokratisch-staatliche Zentralismus ebenso wie die feudalen Privilegien der Länder bekämpft werden.
Unter diesen Voraussetzungen, aber auch nur unter diesen, wird es möglich sein, in Österreich an Stelle des nationalen Haders nationale Ordnung zu setzen, und zwar unter Anerkennung folgender leitender Grundsätze:
1. Österreich ist umzubilden in einen demokratischen Nationalitätenbundesstaat.
2. An Stelle der historischen Kronländer werden national abgegrenzte Selbstverwaltungskörper gebildet, deren Gesetzgebung und Verwaltung durch Nationalkammern, gewählt auf Grund des allgemeinen, gleichen und direkten Wahlrechtes, besorgt wird.
3. Sämtliche Selbstverwaltungsgebiete einer und derselben Nation bilden zusammen einen national einheitlichen Verband, der seine nationalen Angelegenheiten völlig autonom besorgt.
4. Das Recht der nationalen Minderheiten wird durch ein eigenes, vom Reichsparlament zu beschließendes Gesetz gewahrt.
5. Wir erkennen kein nationales Vorrecht an, verwerfen daher die Forderung einer Staatssprache; wie weit eine Vermittlungssprache nötig ist, wird das Reichsparlament bestimmen.

Der Parteitag … erklärt feierlich, daß er das Recht jeder Nationalität auf nationale Existenz und nationale Entwicklung anerkennt; daß aber die Völker jeden Fortschritt ihrer Kultur nur in enger Solidarität miteinander, nicht im kleinlichen Streit gegeneinander erringen können, daß insbesondere die Arbeiterklasse aller Zungen im Interesse jeder einzelnen Nation wie im Interesse der Gesamtheit an der internationalen Kampfgenossenschaft und Verbrüderung festhält und ihren politischen und gewerkschaftlichen Kampf in einheitlicher Geschlossenheit führen muß.“

## Nachwirkung
An der Formulierung des Programms war Victor Adler maßgeblich beteiligt.
Durch die implizite Anerkennung des Habsburgerstaates als „Nationalitätenbundesstaat“ wurde die Sozialdemokratie zu einem „respektablen“, weil staatserhaltenden und stabilisierenden Faktor. Im Gegensatz zu den zentrifugalen Kräften der nationalen Parteien trat die österreichische Sozialdemokratie mit ihrem Großösterreichischen Konzept in eine Interessengemeinschaft mit Krone und Beamtenschaft, den traditionellen Stützen der Gesamtmonarchie. Daher wurde das Programm vom linken Flügel der Partei, insbesondere von Otto Bauer, als revisionistisch und illusionär abgelehnt.